# یو آرا
یو آرا (کره‌ای: 유아라؛ زادهٔ ۲۶ سپتامبر ۱۹۹۲) خواننده و بازیگر اهل کره جنوبی است که قبلاً عضو گروه دخترانه کره‌ای هلو ونوس بود.

## ترانه‌شناسی

### همکاری‌ها
| ۲۰۱۰                                                                          | «عشق عشق عشق» (افتر اسکول)    | — | اولین آلبوم هپی پلدیس |
| ۲۰۱۱                                                                          | «نامه عاشقانه» (پلدیس آرتیست) | — | هپی پلدیس ۲۰۱۲        |
| ۲۰۱۳                                                                          | «زیبا» (예뻐) (نوایست)        | — | حرف زدن در خواب       |
| نشانهٔ «—» مواردی را نشان می‌دهد که در آن کشور منتشر نشده یا به جدول نرسیده‌اند. |                               |   |                       |